# Параизу-ду-Токантинс

Параизу-ду-Токантинс на карте штата.

Параизу-ду-Токантинс (порт. Paraíso do Tocantins) — муниципалитет в Бразилии, входит в штат Токантинс. Составная часть мезорегиона Западный Токантинс. Входит в экономико-статистический микрорегион Риу-Формозу. Население составляет  44 417 человек на 2010 год. Занимает площадь 1 268,060 км². Плотность населения — 35,03 чел./км².
Покровителем города считается Иосиф Обручник.

## История
Город основан 23 октября 1963 года.

## Демография
Согласно сведениям, собранным в ходе переписи 2010 г. Национальным институтом географии и статистики (IBGE), население муниципалитета составляет:
| Полное население                               | Полное население                               | Полное население                               | Полное население                               | 44 417 |
| ---------------------------------------------- | ---------------------------------------------- | ---------------------------------------------- | ---------------------------------------------- | ------ |
| в том числе:                                   | Городское население                            | 42 473                                         | Процент городского населения, %                | 95,62  |
|                                                | Сельское население                             | 1 944                                          | Процент сельского населения, %                 | 4,38   |
|                                                | Мужское население                              | 22 113                                         | Процент мужского населения, %                  | 49,78  |
|                                                | Женское население                              | 22 304                                         | Процент женского населения, %                  | 50,22  |
| Плотность населения, чел/км²                   | Плотность населения, чел/км²                   | Плотность населения, чел/км²                   | Плотность населения, чел/км²                   | 35,03  |
| Население муниципалитета в % к населению штата | Население муниципалитета в % к населению штата | Население муниципалитета в % к населению штата | Население муниципалитета в % к населению штата | 3,21   |

По данным оценки 2016 года население муниципалитета составляет 49 076 жителей.

## Статистика
- Валовой внутренний продукт на 2005 составляет 354 199 000,00 реалов (данные: Бразильский институт географии и статистики).
- Валовой внутренний продукт на душу населения на 2005 составляет 8561,00 реал (данные: Бразильский институт географии и статистики).
- Индекс развития человеческого потенциала на 2000 составляет 0,777 (данные: Программа развития ООН).

## География
Климат местности: тропический.

## Важнейшие населенные пункты
| № | Населённый пункт     | Населённый пункт (порт.) | Категория | Население чел. (2010) | На карте                        |
| - | -------------------- | ------------------------ | --------- | --------------------- | ------------------------------- |
| 1 | Параизу-ду-Токантинс | Paraíso do Tocantins     | город     | 42473                 | 10°10′24″ ю. ш. 48°53′20″ з. д. |
| 2 | Санта-Роза           | Santa Rosa               | поселок   | 184                   | 10°02′07″ ю. ш. 48°46′04″ з. д. |
| 3 | Сантана              | Santana                  | поселок   | 110                   | 10°16′01″ ю. ш. 48°53′21″ з. д. |